# دمیتری کابالفسکی
دمیتری بوریسوویچ کابالفسکی (روسی: Дми́трий Бори́сович Кабале́вский؛ ۳۰ دسامبر ۱۹۰۴ – ۲۷ فوریهٔ ۱۹۸۶) موسیقی‌دان، آهنگساز، رهبر ارکستر، طراح رقص، استاد دانشگاه، نوازنده پیانو و اشراف‌زادهٔ روسی بود.
کابالفسکی دانش‌آموختهٔ کنسرواتوار دولتی چایکوفسکی مسکو و از شاگردان «نیکولای میاسکوفسکی» و «الساندر بوریسوویچ گولدن‌وایزر» بود و بعدها خودش استاد موسیقی در این مرکز آموزشی شد.
او آهنگسازی پًرکار بود و آثار مجلسی و پیانوی فراوانی ساخت که بسیاری از آنها توسط «ولادیمیر هوروویتس» اجرا شده‌است.
از فیلم‌هایی که وی در آن‌ها نقش داشته‌است، می‌توان به خواهران اشاره نمود.
وی همچنین بابت فعالیت‌های هنری‌اش، برندهٔ جوایزی همچون جایزه دولتی اتحاد شوروی، نشان لنین، جایزه لنین هنرمند مردمی جمهوری شوروی فدراتیو سوسیالیستی روسیه و جایزه هنرمند مردمی اتحاد جماهیر شوروی شده‌است.